# 外崎嘉七
外崎 嘉七（とのさき かしち、1859年4月22日（安政6年3月20日）- 1924年（大正13年）9月25日）は、日本の園芸家である。愛称は「リンゴ栽培の父」、「リンゴの神様」、「青森りんごの中興の祖」。

## 経歴・人物
陸奥国に生まれる。1887年（明治20年）に当時青森県にてリンゴ栽培が拡大していた頃にリンゴ栽培を志し、菊池楯衛の師事を受ける。1897年（明治30年）頃には故郷である現在の弘前市でリンゴ農園を開き、リンゴの批評会では3年連続で一等賞を受賞する等一躍名を馳せた。しかし1900年（明治33年）以降になると農園が増加するにつれて、モニリア症やシンクイムシ、腐らん病といった病害虫が頻繁に発生し、腐敗したリンゴの木は伐採されるといった問題となる。
これによって外崎は隣県の岩手県でナシの栽培を行う人々が病害虫対策のために袋かけを行っていることを聞き、楠美冬次郎らとともに余分な生産量を県外に販売することや1905年（明治38年）には自身の農園で袋かけをする実験を行った。その結果は大成功となり翌1906年（明治39年）には青森以外の全国各地の農園にも広まる等、リンゴ栽培の危機を救ったことに貢献する。また袋かけ以外にも明治末期に頻発した褐斑病対策のためボルドー液散布や余分な枝を切り落とす剪定ハサミの共同開発、低い樹形の推進等多くの病害虫対策の制定にも携わった。1911年（明治41年）には皇太子嘉仁親王（後の大正天皇）が外崎が経営する農園を行啓訪問した。